# العمارة الإسلامية في صقلية
العمارة العربية في صقلية أو العمارة الإسلامية في صقلية تشير إلى الأدلة على العمارة المدنية والعسكرية والدينية التي يعود تاريخها إلى زمن الحكم الإسلامي على صقلية.

## التاريخ
إن الاختفاء الكامل لأي أثر للعمارة المدنية والدينية من زمن السيطرة الإسلامية يعني أن ملخص تاريخ الفن في صقلية الإسلامية لا يمكن تكوينه إلا كتاريخ للعنصر الإسلامي واستمرار خصائصه الثقافية.
وفي الفترة من القرن التاسع إلى القرن الثالث عشر، اتسمت المظاهر الفنية الصقلية بقوة بحضور العنصر الثقافي الإسلامي حتى في عهد النورمان وعهد فريدريك الثاني، أي حتى في فترة ترحيل المسلمين إلى لوجارة بين عامي 1222 و 1246 م.
بالتناغم مع التنوع العرقي والثقافي الذي شكل السكان الصقليين في العصر النورماندي، سيُنتج فن في الجزيرة يتميز بالقدرة غير المتحيزة على استيعاب واختيار ما تقدمه الثقافات المرجعية المعاصرة. فيما يتعلق بدرجة تطور ورقي فن الجزيرة، يجب أن نفترض، استنادًا إلى المصادر، أنه كان من أعلى مستويات الجودة إذا قورنت باليرمو نفسها كما في كتابات ابن حوقل (القرن العاشر) وابن جبير (1184 - 1185 م) لعظمة وروعة قرطبة.

## الآثار

حمامات سيفالا ديانا العربية

لم يبق شيء من مدينة باليرمو الإسلامية، مركز التجارة بين الدول الإسلامية، بما في ذلك الدول خاصةً من العراق وفلسطين، والدول المسيحية. حتى تلك المباني المنسوبة تقليديًا إلى العصر الإسلامي تُؤرخ الآن إلى العصر النورماندي. ليس من المستبعد أن قلعة ماريدولسي [الإنجليزية] كانت في الأصل نصبًا تذكاريًا لبني كلب، ولكن المبنى والأحواض المرئية اليوم هي عمل روجر الثاني؛ وإلى يومنا هذا هناك شكوك حول تحديد ما يسمى بقاعة تحت المهاد تحت كنيسة إنكوروناتا بالقرب من كاتدرائية باليرمو؛ في مظهرها الحالي، يعود حمام سيفالا ديانا إلى العصر الفيلهيلي، كما يتضح من بين أمور أخرى من خلال شخصيات نقش العلية، والتي يمكن مقارنتها بتلك الموجودة في نقش الزيسا [الإيطالية]، وقواعد أعمدة الحجاب الحاجز الداخلي المشابهة لتلك الموجودة في دير مونريالي؛ ويبدو أن الدليل الضخم على حصن/سور مازالاكار من العصر الحديث، والحجج التي من شأنها أن تؤدي إلى تحديد بقايا مسجد في معبد أبولونيون [الإنجليزية] سرقوسة ضعيفة.
بالطبع، يمكن تأريخ عدد قليل من النقوش الحجرية إلى فترة الحكم الإسلامي، وقد استُخدمت هذه النقوش في بعض المباني، وصيغت بأسلوب الفاطميين الذي فرضه الخلفاء. من بين هذه النقوش: نقش ترميني إيميريزي المؤرخ بين عامي 953 و960 ميلادية، والذي يخلّد بناء مبنى لم يعد له وجود اليوم؛ وقطعة حجرية مصدرها باليرمو، ويُحتمل أنها كانت جزءًا من أسوار قلعة الأمير المعروفة باسم "الحالصة" التي شُيّدت في القرن العاشر؛ ونقش آخر في باليرمو أيضًا، معروف من خلال رسومات، كان يزيّن مبنىً يقع قرب "بوابة البحر"، وقد قرأ فيه المؤرخ أماري سنة 360 هـ (970 م).
يوجد في مدينة تراباني عمود يحتوي على اقتباس قرآني داخل خرطوشة، يعود تاريخها إلى القرن الحادي عشر، قادمة من مبنى غير معروف.

## التخطيط الحضري
لقد جلب الفتح الإسلامي معه بذور نهضة حضرية خاصة لمدن غرب صقلية، وباليرمو على وجه الخصوص. مع تأسيس القلعة المسورة في عام 937، مقر الأمير، والمكاتب الإدارية والحامية العسكرية، "الحليسة"، والتي كانت منفصلة عن المدينة نفسها، مع الأحياء الكبيرة خارج الأسوار والمساحات الخضراء الشاسعة داخل الإطار الحضري، تميزت عاصمة صقلية بأنها مدينة إسلامية أكثر من كونها مدينة غربية. في حين لم يتبق شيء من القلعة الفاطمية، فقد ألقت التحقيقات الأثرية الأخيرة الضوء على أجزاء من باليرمو العربية، وخاصة الحي الإسلامي (حارة الصقالبة)، والتي تزودنا ببيانات مثيرة للاهتمام حول تخطيط الشوارع والمساكن.
في الواقع، تم الكشف عن محورين للطرق، حيث واجهت المنازل ذات الجدران الحجرية المنحوتة بشكل خشن، والتي تم تسويتها على الوجه المكشوف وربطها بملاط التراب، ومغطاة بجص ناعم للغاية، ومجهزة بأرضيات من الحجر الرملي المسحوق: بعبارة أخرى، نحن بعيدون عن مفهوم المدينة القديمة المبنية بمواد هشة. وتؤكد البيانات عملية التوسع العمراني الكبير في مناطق ترانس بابيريتو في نهاية القرن العاشر وبداية القرن الحادي عشر، تلاها حلقات واسعة من الدمار ربما كانت مرتبطة بالغزو النورماندي.
وتشير مخططات الطرق المستقيمة إلى وجود مخطط عمراني دقيق لهذه المنطقة في العصر الإسلامي، والتي ظلت حتى الآن خارج المنطقة المأهولة بالسكان. ويأتي التأكيد من الحفريات في منطقة كاستيلو سان بيترو في نفس الحي، حيث تتداخل هياكل الجدران التي يعود تاريخها إلى القرن الحادي عشر مع شريط من المقابر الإسلامية.
خلال عهد فريدريك [الإنجليزية]، كانت المنطقة بأكملها غير مأهولة بالسكان إلى حد كبير، كما هو موثق من خلال المحاولات التي قام بها فريدريك الثاني لإعادة توطين الحي، من خلال إصدار أوامر للمسلمين بإقامة مسكنهم هناك، ومن ثم إعادة توزيع المنازل التي هُجروا منها. وتقدم مجموعة أخرى من النقوش الجنائزية الإسلامية، فضلًا عن الشهادات العديدة المكتوبة باللغة العربية من العصر النورماندي، والتي نشرتها سلفستور كوسا، دليلًا آخر على استمرارية التقاليد الثقافية والدينية الإسلامية في المدن، حتى بعد الغزو النورماندي.

## المستوطنات الريفية
وفيما يتعلق بالمستوطنات الريفية التي يعود تاريخها إلى العصر الإسلامي، لا بد من الإشارة إلى أنه من غير الممكن تطوير نموذج استيطاني واحد لصقلية نظرًا لوجود اختلافات ملحوظة بين الأجزاء الغربية والشرقية من الجزيرة، حيث ظل العنصر البيزنطي هو السائد، على الأقل حتى القرن الرابع عشر. وتؤكد التحقيقات الأثرية الحديثة، التي اقتصرت على غرب صقلية، القليل الذي نعرفه عن التحول الريفي في العصر الإسلامي. وفي الواقع، تكيف العرب في البداية مع الواقع البيزنطي الذي استقر هناك، مفضلين السهول والشريط الساحلي. علاوة على ذلك، كان انتشار الإسلام في الريف ضئيلًا، وكانت النساء في الغالب مسيحيات. ويبدو أنه خلال القرن العاشر فقط غُزيَت بعض المواقع المرتفعة على الأقل في إقليم سيجيستا، كما تشهد المسوحات السطحية الأخيرة. ويبدو أن الحافز لتحصين ونشر الإسلام جاء في الواقع من مرسوم الخليفة الفاطمي الإمام المعز الذي أمر في عام 965 بذلك، بسبب التهديد الذي شكله الهجوم البيزنطي على روميتا في عام 962، أمير بني كلب بجمع سكان كل منطقة في مبنى محصن مع مسجد في الداخل للتلقين وإجبار السكان على البقاء هناك، وعدم السماح لهم بالعيش متفرقين في الريف.
وقد اكتملت إسلام المناطق الداخلية إلى درجة أنه في صقلية الغربية، كان هناك العديد من السكان الذين اعتنقوا الإسلام، كما يتضح من الاكتشافات الأخيرة لمناطق المقابر ذات الطقوس الإسلامية في إنتيلا [الإنجليزية]، وكالياتا دي مونتيفاجو، وكالتانيسيتا ، ومونتي مارانفوسا دي (روكامينا، باليرمو)، ومونتي إياتو [الإنجليزية]، واكتشاف ثلاثة ألواح من الرصاص عليها سورة قرآنية بأحرف كوفية في قرية ميلوكا (ميلينا، كالتانيسيتا)، والاكتشاف الاستثنائي لمسجد متواضع الحجم في سيجيستا يعود تاريخه إلى بداية القرن الثاني عشر، وهو مكان العبادة الإسلامي الوحيد المعترف به بشكل لا لبس فيه حتى الآن في الجزيرة. ويجب أن نضيف إلى هذه البيانات قطعتين من شواهد جنائزية منشورية غير منقوشة تعود إلى المدافن الإسلامية، والتي تم العثور عليها مؤخرًا في مونتي ديلا جوديكا (أجريجنتو). تم التعرف على الموقع باعتباره القلعة الإسلامية بلاتانو، المعروفة من المصادر منذ القرن التاسع، والتي دمرها فريدريك الثاني. وفي غياب البيانات الكتابية، فإن تأريخ هذه الشواهد يتراوح بين القرن العاشر والنصف الأول من القرن الثالث عشر. وأخيرًا، تجدر الإشارة إلى وجود مبنى سكني في إنتيلا يحتوي على حمام تقليدي، وهو فريد من نوعه في صقلية، باستثناء الزيسا [الإنجليزية] الذي يُعتبر معاصرًا له.
لذلك، توضح هذه البيانات أنه حتى في العصر النورماندي، كان جزء كبير من سكان الجزيرة من ذوي الثقافة الإسلامية ويتحدثون اللغة العربية. وكانت آثار الفن الإسلامي على الثقافة والفن الصقليين عميقة ودائمة حتى بعد سقوط الإمارة، ولا تزال الكثير من المباني المسيحية هناك تحتوي نقوشًا عربية، فقد ركّس الخليفة الفاطمي في القاهرة الإسلام في صقلية وباليرمو وجنوب إيطاليا.

## ملحوظات
1. ↑  "siciliaoggi.it". مؤرشف من الأصل في 2013-10-12. اطلع عليه بتاريخ 2025-06-18.

## فهرس
- Eredità dell'islam. Arte islamica in Italia. Silvana. 1993. ISBN:88-366-0439-0.
- L'arte siculo-normanna. La cultura islamica nella Sicilia medievale. Kalos. 2007. ISBN:88-89224-25-8.
- Arte islamica e mediterraneo. Castelli, musica, maioliche. Libreria Bonomo. 2007. ISBN:978-88-6071-007-9.

## طالع أيضًا
- إمارة صقلية
- الثقافة العربية النورماندية